# Stora Vika
Stora Vika är en tätort i Nynäshamns kommun, Stockholms län. Samhället ligger cirka 10 kilometer nordväst om Nynäshamn och hade 651 invånare år 2010. Stora Vika var tidigare ett utpräglat brukssamhälle som dominerades av Stora Vika cementfabrik. Cementfabrikens produktion startade våren 1949 och lades ned årsskiftet 1980/1981. Idag arbetspendlar de flesta boende till Nynäshamn.

## Historia

### Förhistoria
Redan på stenåldern bosatte sig människor på den plats där dagens tätort Stora Vika sedan skulle växa fram. Antagligen valde man denna plats beroende på att den ligger längst in i Fållnäsviken och därför låg i lä för havets stormar. Dessutom var möjligheterna för att bedriva jakt och fiske och senare även jordbruk gynnsamma. På forntiden var viken ett sund och en vikingatida farled som fortsatte norrut via Grimstaviken in i Himmerfjärden och vidare in i Mälaren. Skansberget i Fållnäs och fynd efter bosättningar vittnar om vikens betydelse. Längst in vid vikens västra sida ligger det anrika säteriet Fållnäs och på östra sidan gårdarna Stora och Lilla Marsta med rötter från medeltiden (Niclis i Marsta 1407).

### Bruksorten Stora Vika

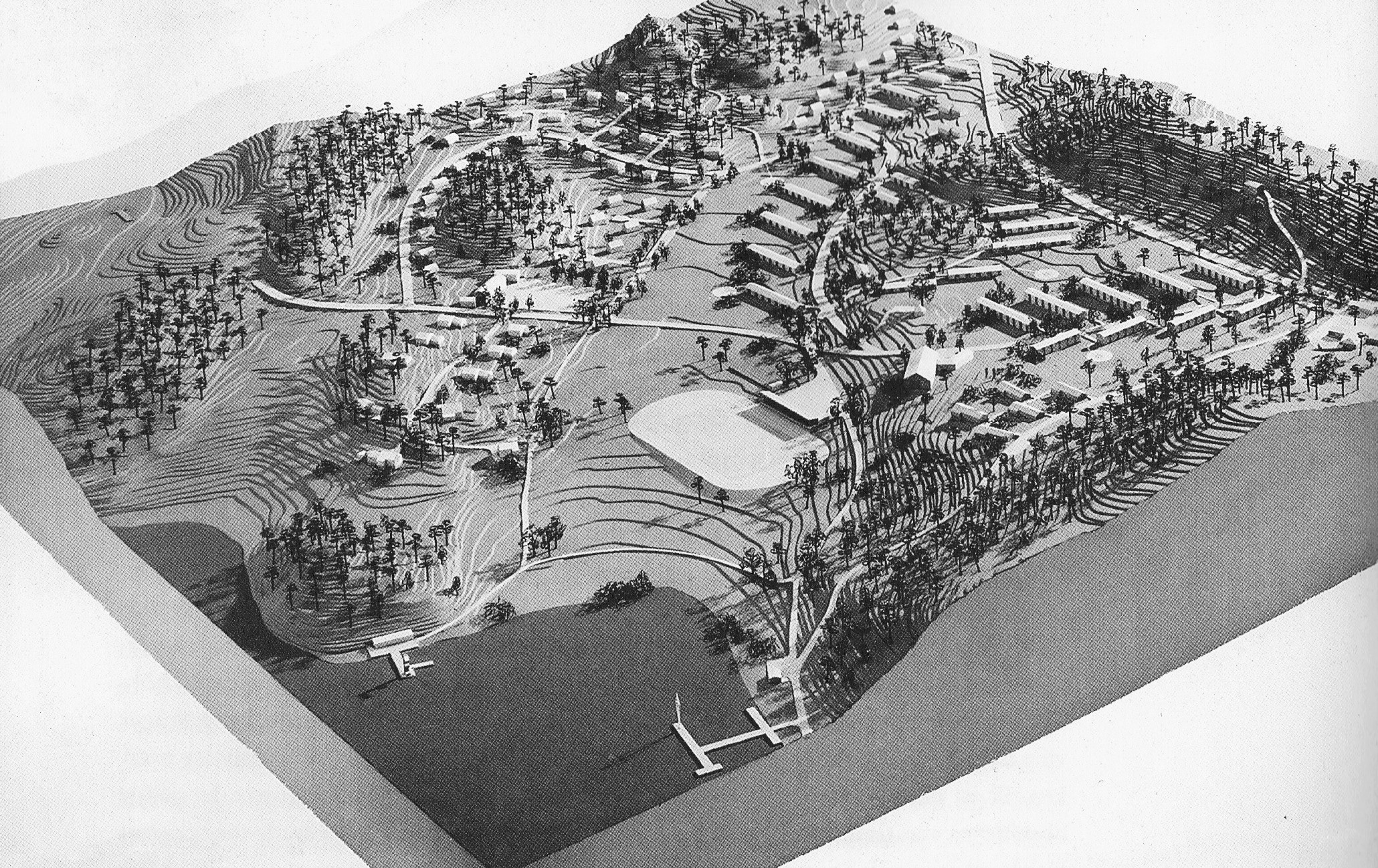
En modell över bostadsområdet.

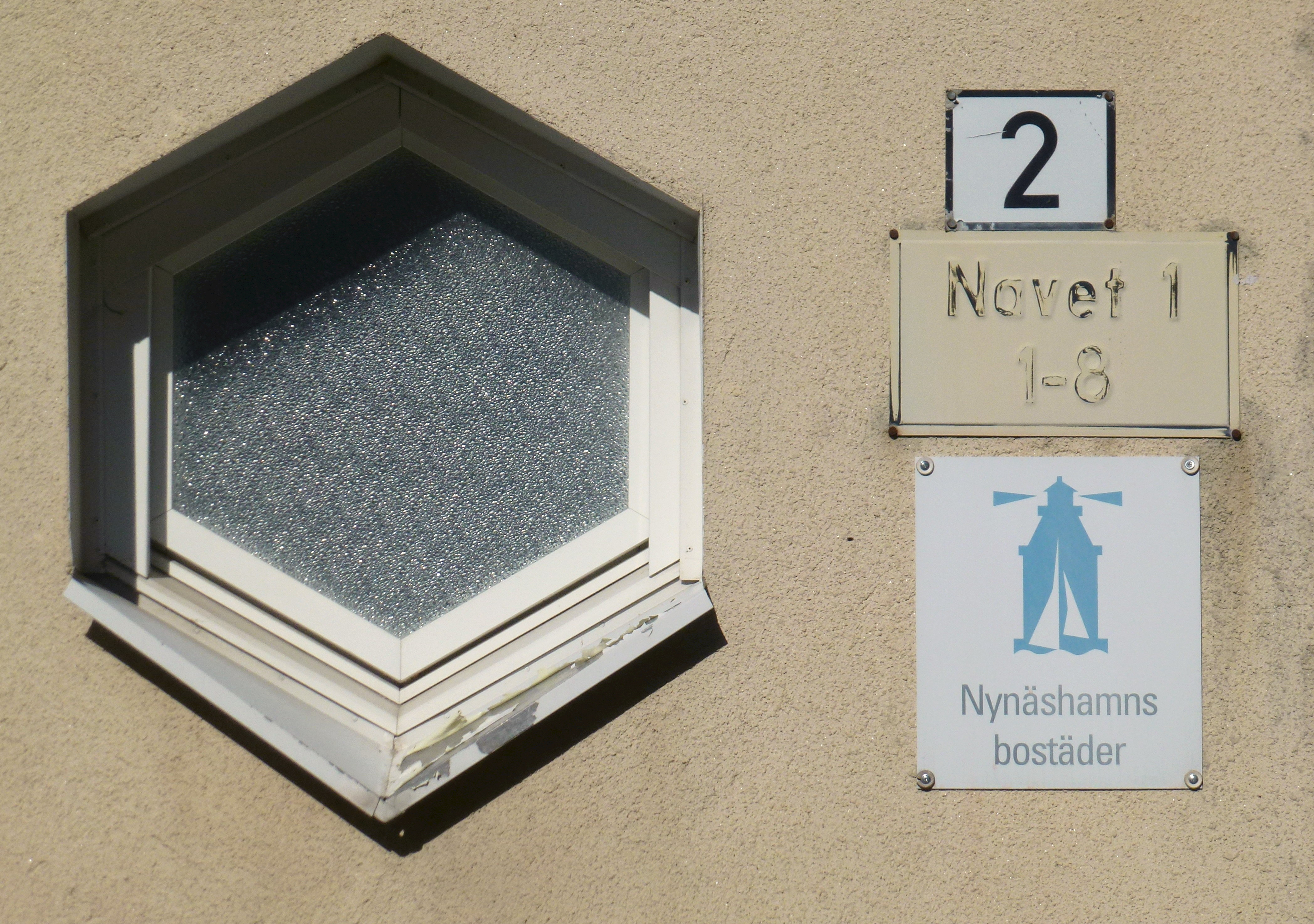
Kvarter "Navet 1".

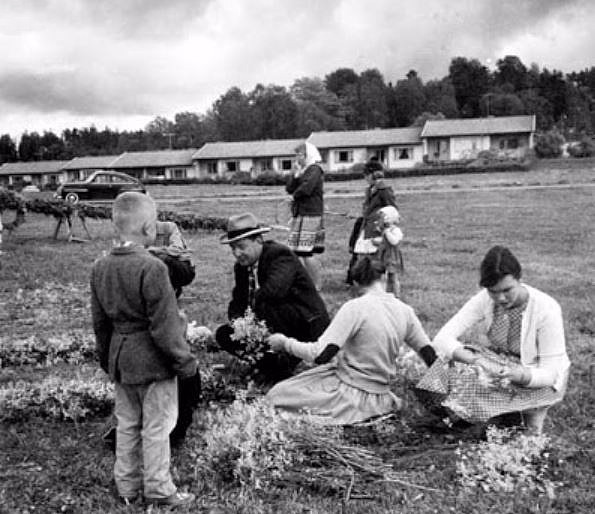
Midsommarafton i Stora Vika i början av 1950-talet med arbetarbostäderna i bakgrunden.

År 1946 bildades dagens Stora Vika som var namnet på en gård i anslutning till den gamla byn Marsta i Sorunda socken. Detta skedde på initiativ av Skånska Cement AB (nuvarande Cementa) som planerade en cementfabrik i anslutning till en omfattande kalkstensfyndighet. Företaget ägde redan mark i området sedan tidigare genom sitt bolag AB Karta & Oaxens Kalkbruk, dessutom fanns fördelen med en naturlig djuphamn inne i Fållnäsviken. Fabriken skulle försörja huvudsakligen Stockholmsområdets expanderande byggverksamhet. Från Fållnäsvikens hamn skulle cement transporters till en omlastningsstation på Lövholmen i Liljeholmen och därifrån distribueras vidare.
Bostadsområdet för fabrikens anställda planerades i den flacka dalgången vid Marsta, ungefär 1,5 kilometer norr om fabriksområdet. Placeringen tog hänsyn till eventuella störningar dels från sprängningarna i kalkbrottet och dels från själva fabriken. Uppdraget att rita bostadsområdet gick till arkitekten Gustaf Lettström, som strävade efter att ge bostadsområdet variation gällande placeringen i landskapet och val av hustyper. För gestaltningen av landskapet och trädgårdarna svarade landskapsarkitekt Ulla Bodorff.
När bostadsbebyggelsen planerades 1947 var det fortfarande okänd hur många personer som skulle arbeta på fabriken och Lettström fick göra en kvalificerad gissning som stannade vid 250 arbetare och 40 tjänstemän med sina familjer. Hans uppskattning visade sig sedermera vara korrekt.
I en första byggetapp uppfördes flerfamiljshus, envånings radhus och tvåvånings radhus för fabrikens arbetare. Bebyggelsen samlades utmed sluttningen av dalgångens sydöstra sida, medan tjänstemannavillorna och fabrikschefens villa anlades, något för sig, närmast Fållnäsviken. Fortfarande präglade klasstänkandet stadsplaneringen. Under 1950-talet växte här även ett egnahemsområde med småhus fram. För bostadsområdet planerade Lettström ett ambitiöst centrum med livsmedelsbutik, hantverkslokaler och till och med en kyrka, som dock inte utfördes.
Stora Vikas bostadshus byggdes inte i trä eller tegel utan i betong. Ett logiskt val av byggmaterial för en byggherre som sysslade med cement. Först göts väggarna liggande som sedan restes dagen efter och göts ihop. De synliga fogarna i husens hörn gestaltades som hörnknutar. Ekonomiska kalkyler bekräftade att småhus i betong byggda efter denna metod kunde konkurrera med monteringsfärdiga hus i trä. Dessutom var de brandsäkra. Det fanns inga namngivna vägar  med gatuadresser inom bostadsområdet, istället var bebyggelsen indelad i kvarter med namn som hade anknytning till cementfabrikens verksamhet, exempelvis Ugnen, Cylindern, Navet eller Mejseln. Sedan början av 1970-talet finns dock namngivna vägar  som för tanken till det historiska kulturlandskapet, bland annat Täppvägen, Bondängsvägen och Marstavägen.
Färdigställandet av bostadsområdet fördröjes på grund av brist på byggarbetskraft som styrdes över till fabriksbygget som pågick samtidigt och hade högre prioritet. 1949-1950 var den första byggnadsetappen av bostadsområdet inflyttningsklar. Hyrorna subventionerades av Cementbolaget men hyresgästerna klagade ändå på att de var för höga. Samhället i Marsta fortsatte att växa de följande åren i takt med att cementfabrikens produktion ökade, och kom att stå på topp under framför allt 1950- och 1960-talet. Flest anställda noterades år 1956 med 310 personer.
Å 1952 invigdes i den lilla centrumanläggningen en livsmedelsaffär (Konsum) med tillhörande postkontor, vilken dittills hade hållit till i provisoriska lokaler. Efter ett provisorium och en del turer stod 1955 den egna skolan färdig, ritad av arkitekt Karl W. Ottesen och med plats för fyra klassrum och framtida utbyggnadsmöjlighet.  Invånarantalet hade då växt till cirka 1 000 personer. Sedermera fick man också bland annat en biograf, idrottsplats, småbåtshamn, badplats och en bensinstation.

### Befolkningsutveckling
| Befolkningsutvecklingen i Stora Vika 1950–2020 | Befolkningsutvecklingen i Stora Vika 1950–2020 | Befolkningsutvecklingen i Stora Vika 1950–2020 | Befolkningsutvecklingen i Stora Vika 1950–2020 | Befolkningsutvecklingen i Stora Vika 1950–2020 |
| ---------------------------------------------- | ---------------------------------------------- | ---------------------------------------------- | ---------------------------------------------- | ---------------------------------------------- |
|                                                |                                                |                                                |                                                |                                                |
| År                                             |                                                |                                                | Folkmängd                                      | Areal (ha)                                     |
| 1950                                           | 1950                                           |                                                | 697                                            |                                                |
| 1960                                           | 1960                                           |                                                | 752                                            |                                                |
| 1965                                           | 1965                                           |                                                | 645                                            |                                                |
| 1970                                           | 1970                                           |                                                | 645                                            |                                                |
| 1975                                           | 1975                                           |                                                | 495                                            |                                                |
| 1980                                           | 1980                                           |                                                | 468                                            |                                                |
| 1990                                           | 1990                                           |                                                | 628                                            | 45                                             |
| 1995                                           | 1995                                           |                                                | 583                                            | 46                                             |
| 2000                                           | 2000                                           |                                                | 599                                            | 47                                             |
| 2005                                           | 2005                                           |                                                | 585                                            | 47                                             |
| 2010                                           | 2010                                           |                                                | 651                                            | 48                                             |
| 2015                                           | 2015                                           |                                                | 695                                            | 51                                             |
| 2020                                           | 2020                                           |                                                | 748                                            | 51                                             |
|                                                |                                                |                                                |                                                |                                                |

## Samhället idag
Idag är Stora Vika ett samhälle i kontrast. Cementfabriken lades ner vid årsskiftet 1980/1981 och hela fabriksområdet med sina till stor del tomma industrilokaler andas förfall. Bostadsområdet lever däremot vidare. Visserligen gick antal boende ner något efter fabriksstängningen, men hade år 2010 nästan samma antal som i slutet av 1960-talet. Nya villor har kommit till, Stora Vika skola fick en gymnastiksal 1981 och 1995-1996 byggdes skolan till med fyra klassrum. Skolan besöktes  2014 av cirka 70 elever. Under januari 2017 flyttades alla elever från Stora Vika skola till Kyrkskolan och Sunnerbyskolan i Sorunda vilket innebar att skolverksamheten i Stora Vika skola upphörde. Under 2018 gjordes en renovering av Stora Vika skola för 2,5 Mkr för att möjliggöra att Horisontens dagverksamhet riktad för personer med funktionsnedsättningar kunde flytta in.   
Intill centrumhuset uppfördes i slutet av 1980-talet det sedan länge planerade medborgarhuset, som här kallas Folkets hus. Byggnaden nyttjades även som vandrarhem. 2017 startade det buddistiska munkklostret Wat Phra Dhammakaya Stockholm sin verksamhet i Folkets hus. Konsumbutiken lades ner, liksom postkontoret och ersattes av Stora Vika Minilivs och en frisör. De flesta bostadshusen från den ursprungliga bebyggelsen renoverades 1984-1986 och ägs idag av Nynäshamnsbostäder. I gamla cementfabrikens lokaler har man försökt att etablera nya verksamheter som dock erbjuder bara ett fåtal arbetstillfällen. De flesta vikaborna pendlar därför till Nynäshamn. Strax söder om Stora Vika finns Fjärilsstigen, en kultur- och naturstig som är ett samarbetsprojekt mellan Nynäshamns kommun, Nynäshamns Naturskyddsförening och markägaren Stockholms Bulkhamn.

## Historiska bilder

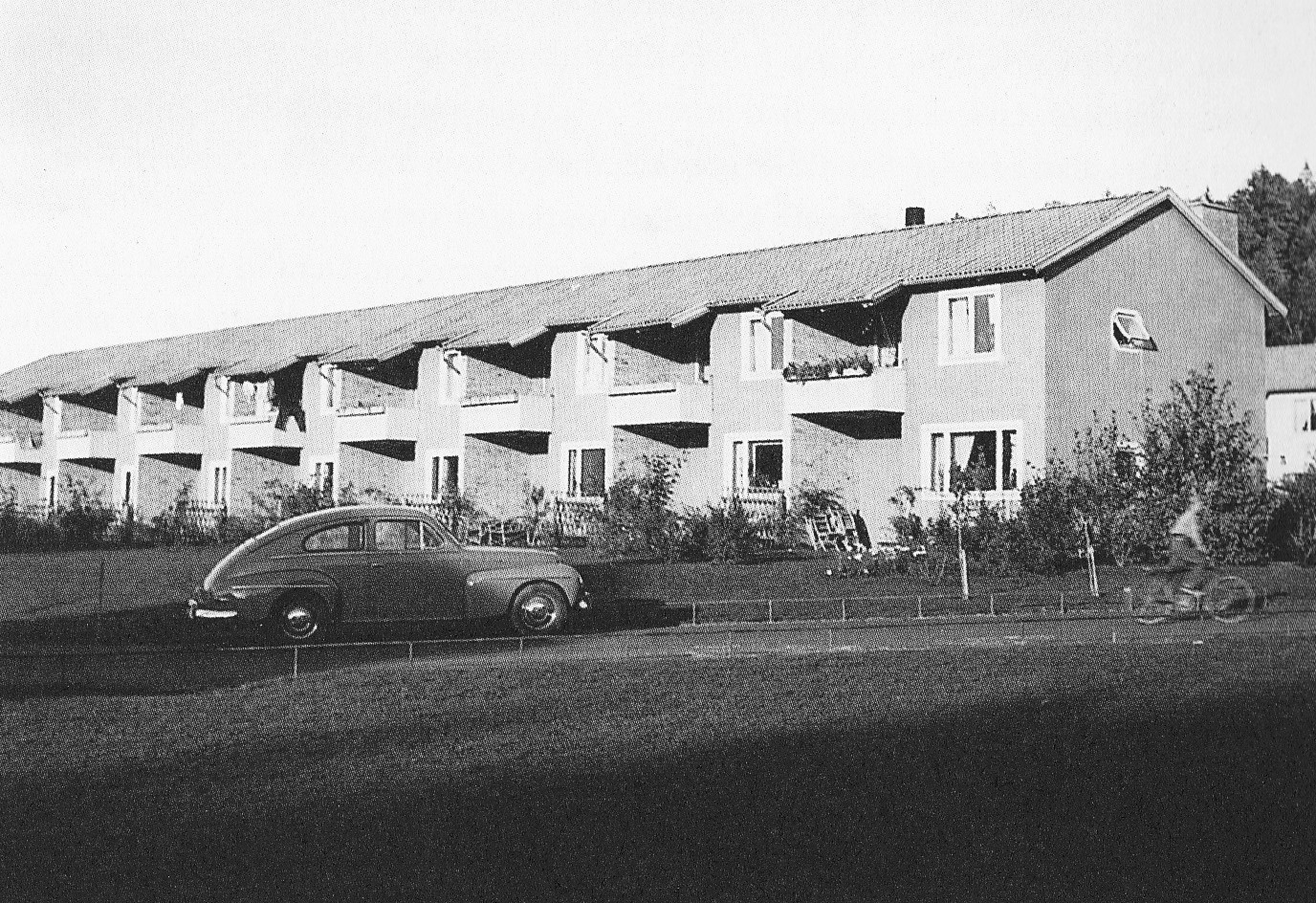
Nybyggd flerbostadslänga, 1950-tal
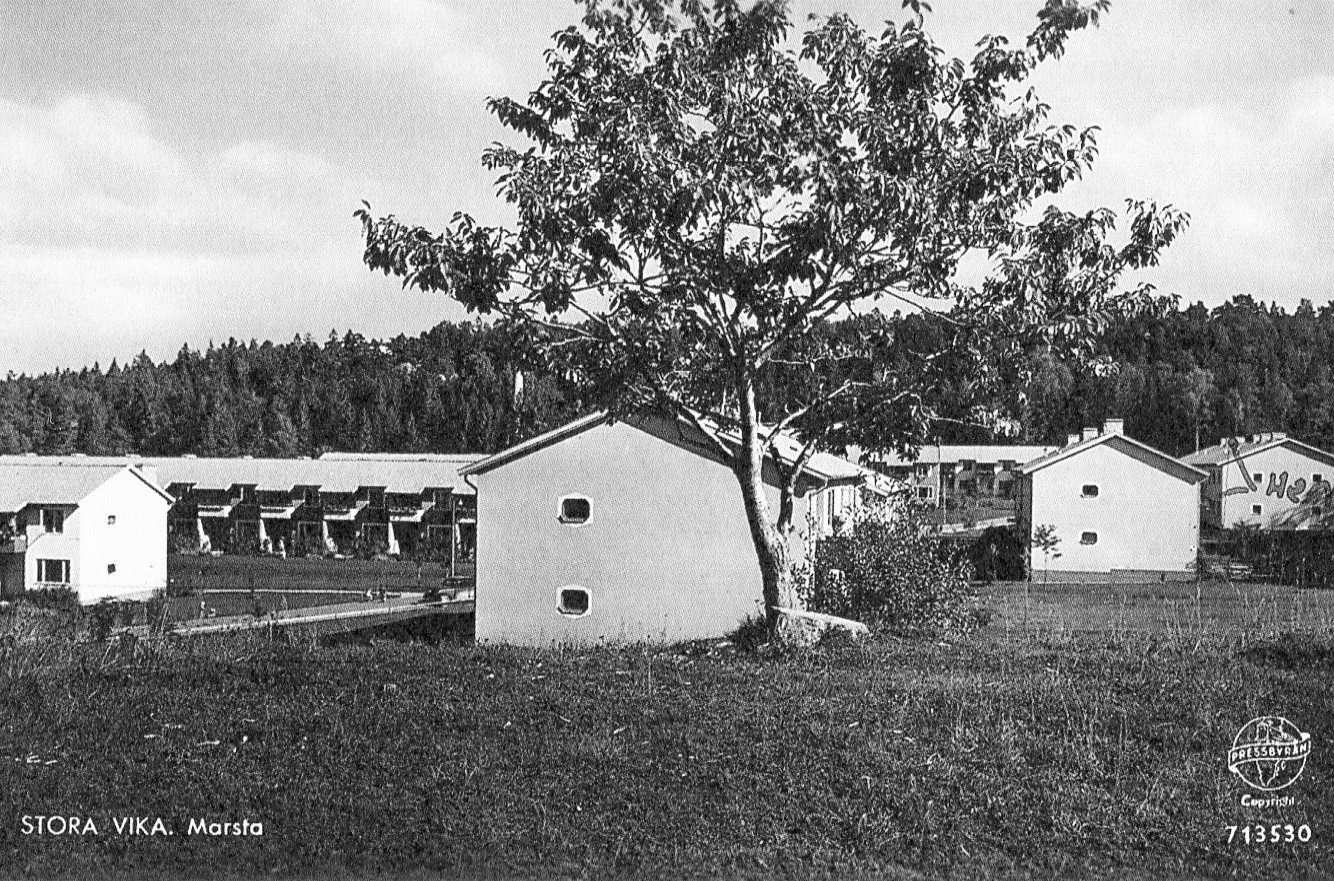
Stora Vikas bostadshus på ett äldre vykort
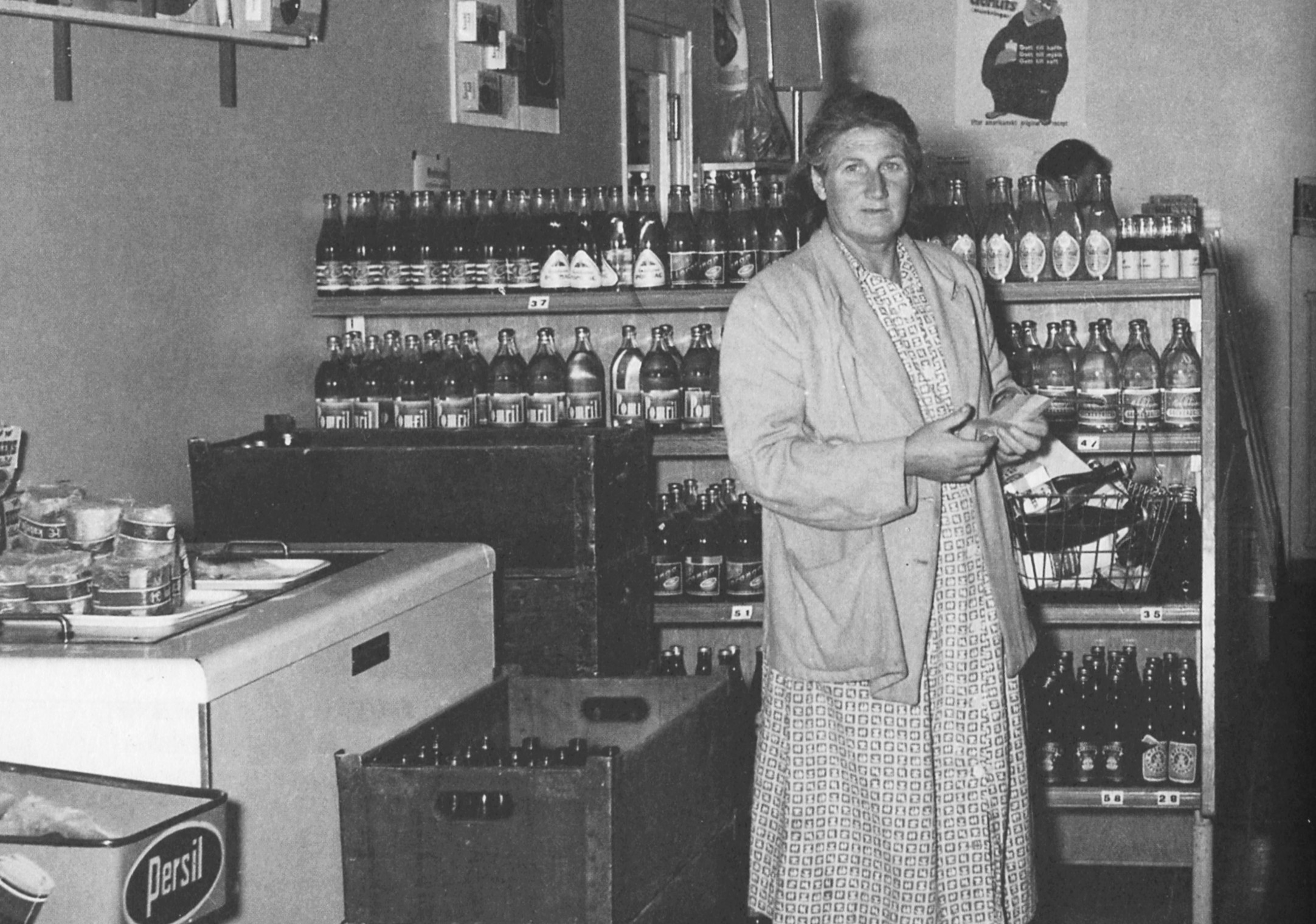
Stora Vika Konsum på 1950-talet
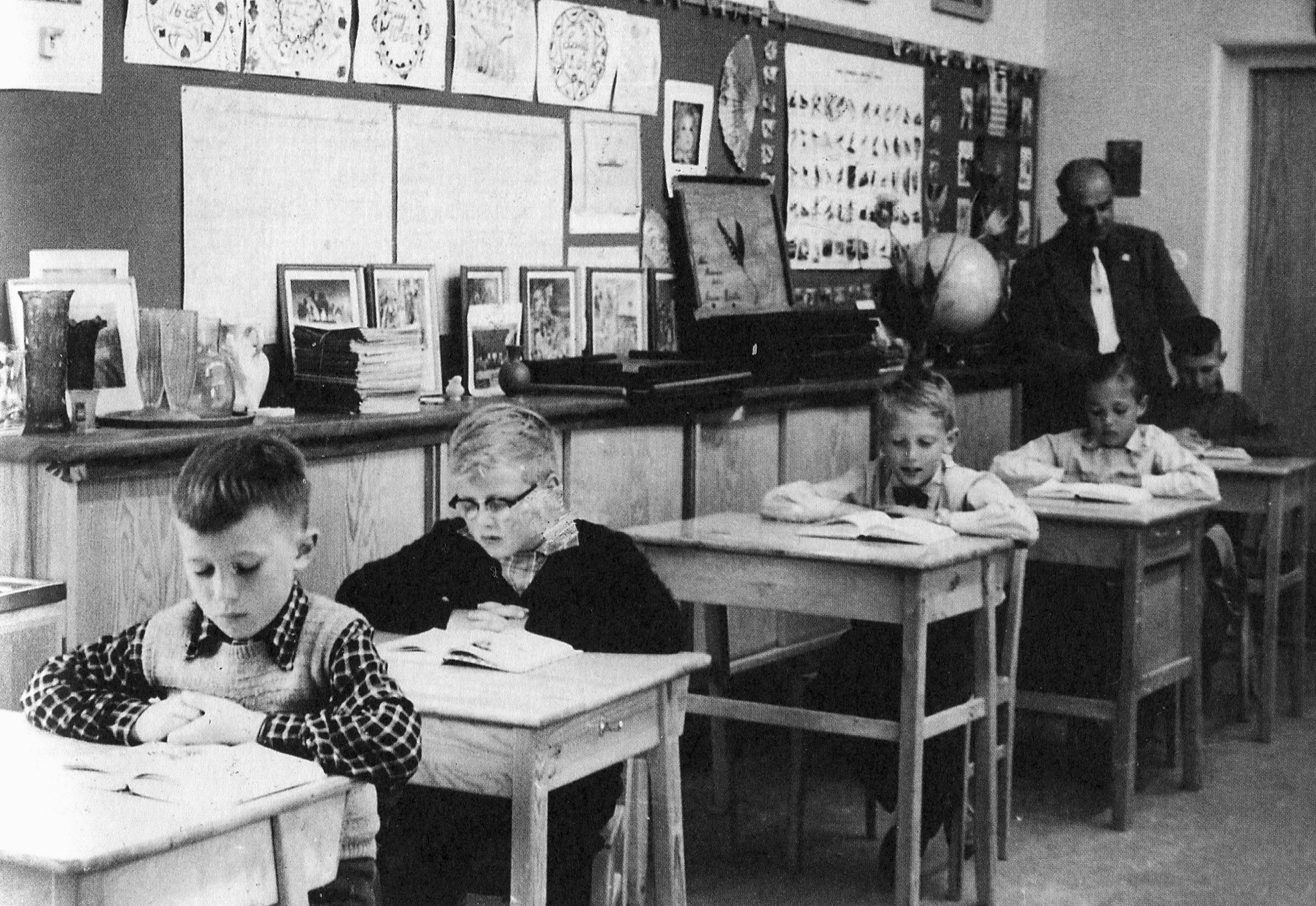
Stora Vika skola i mitten av 1950-tal

## Nutida bilder

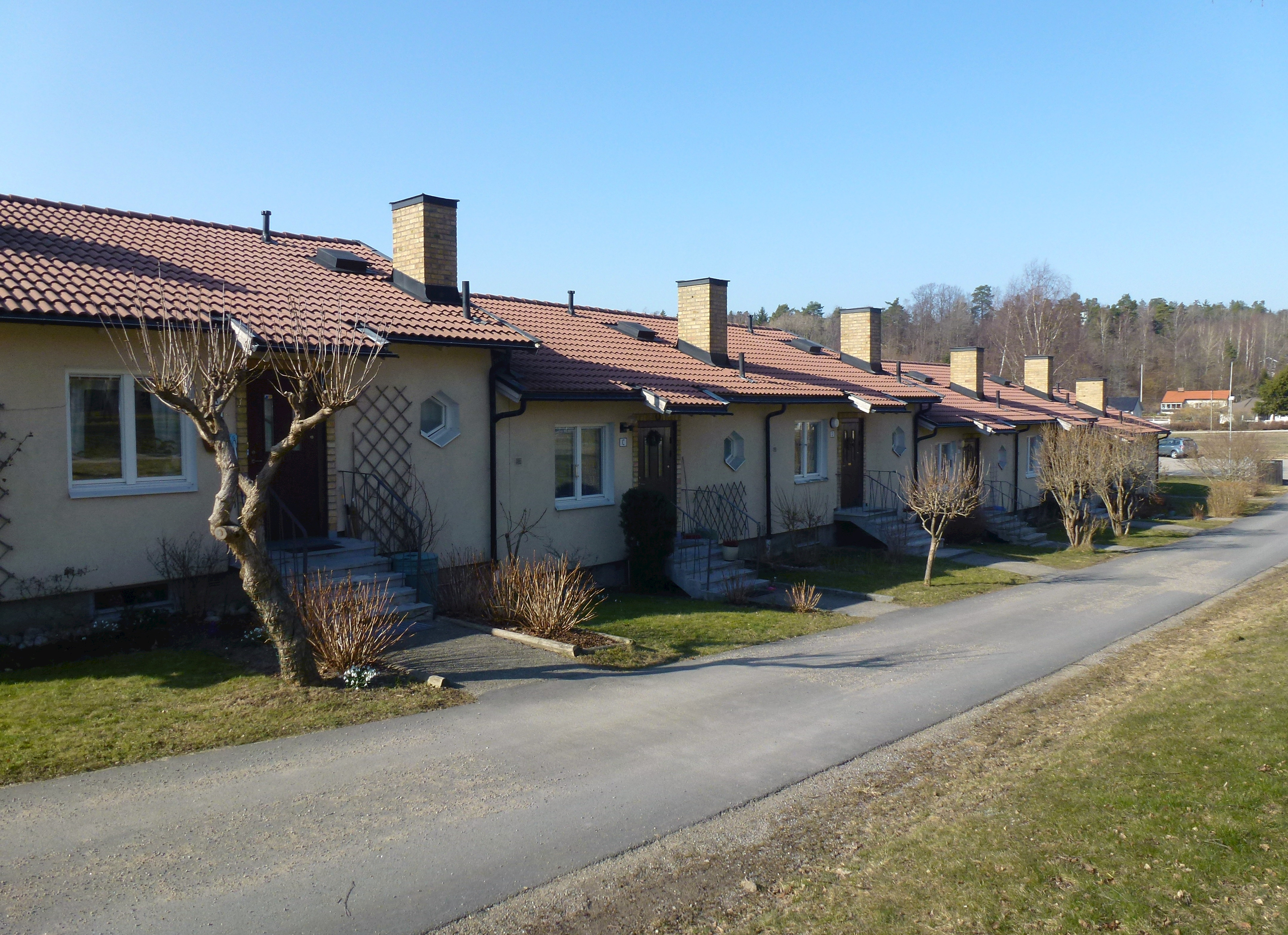
Tvåfamiljsradhus
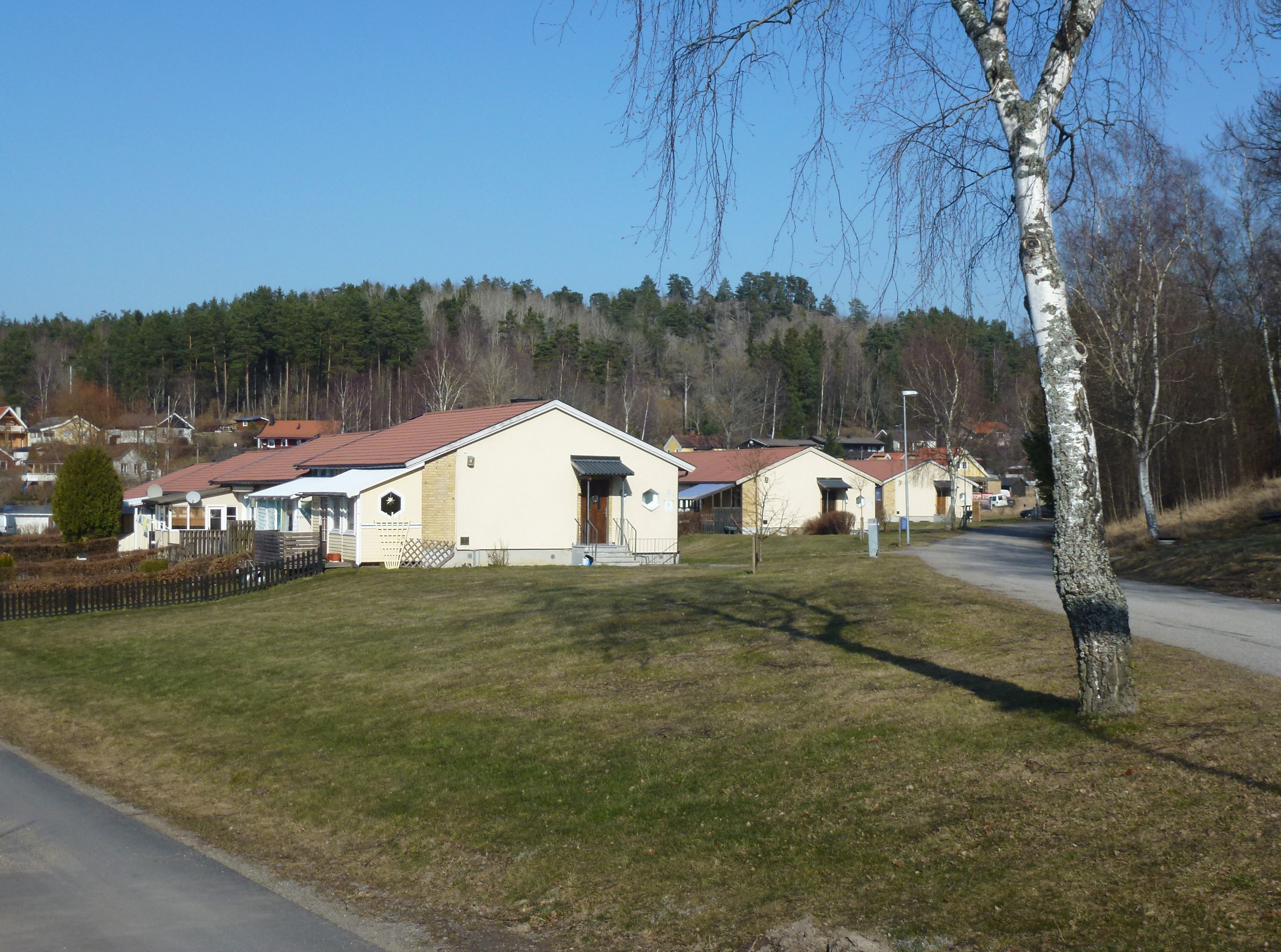
Radhus
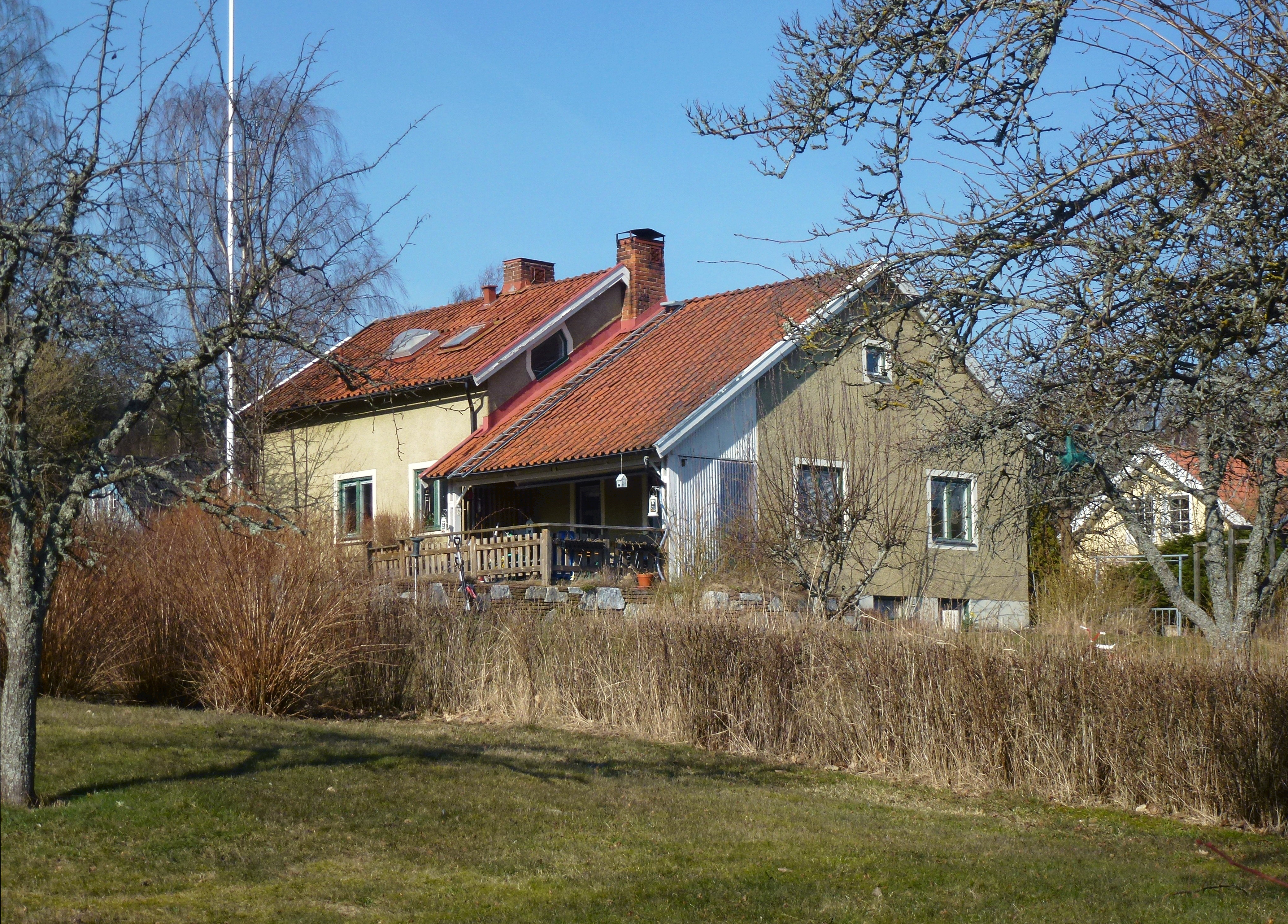
Tjänstemannavilla
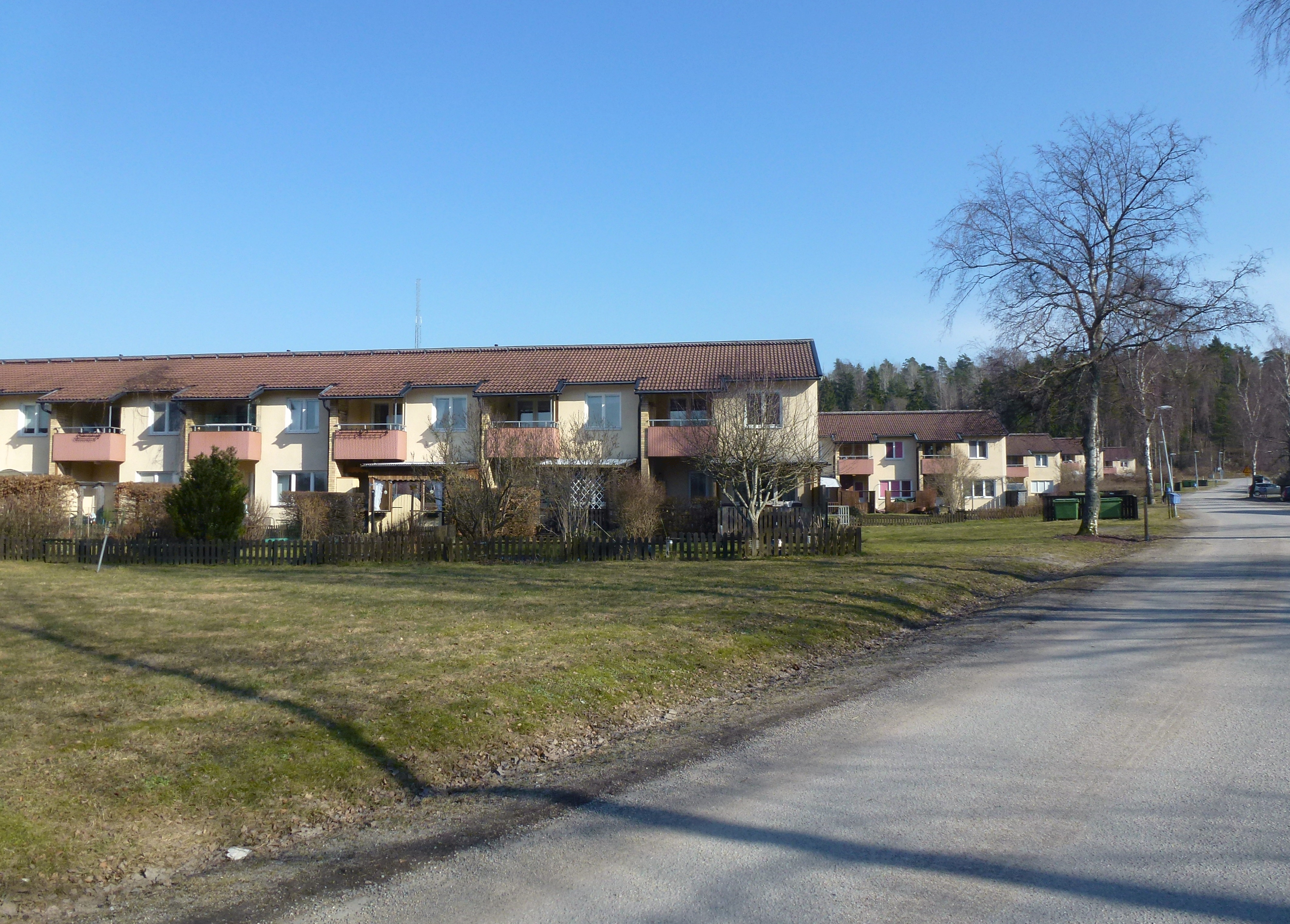
Flerfamiljshus
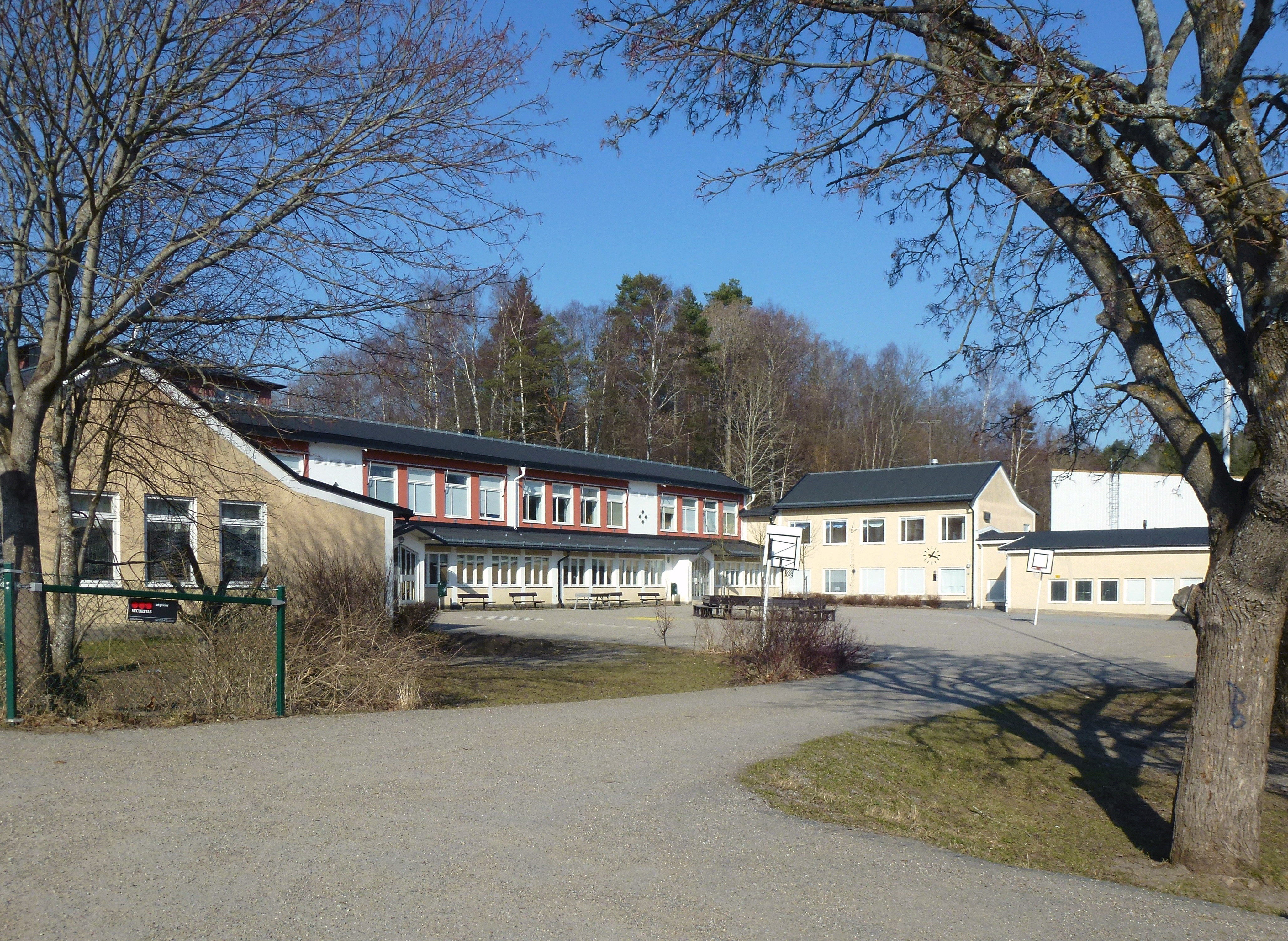
Stora Vika skola
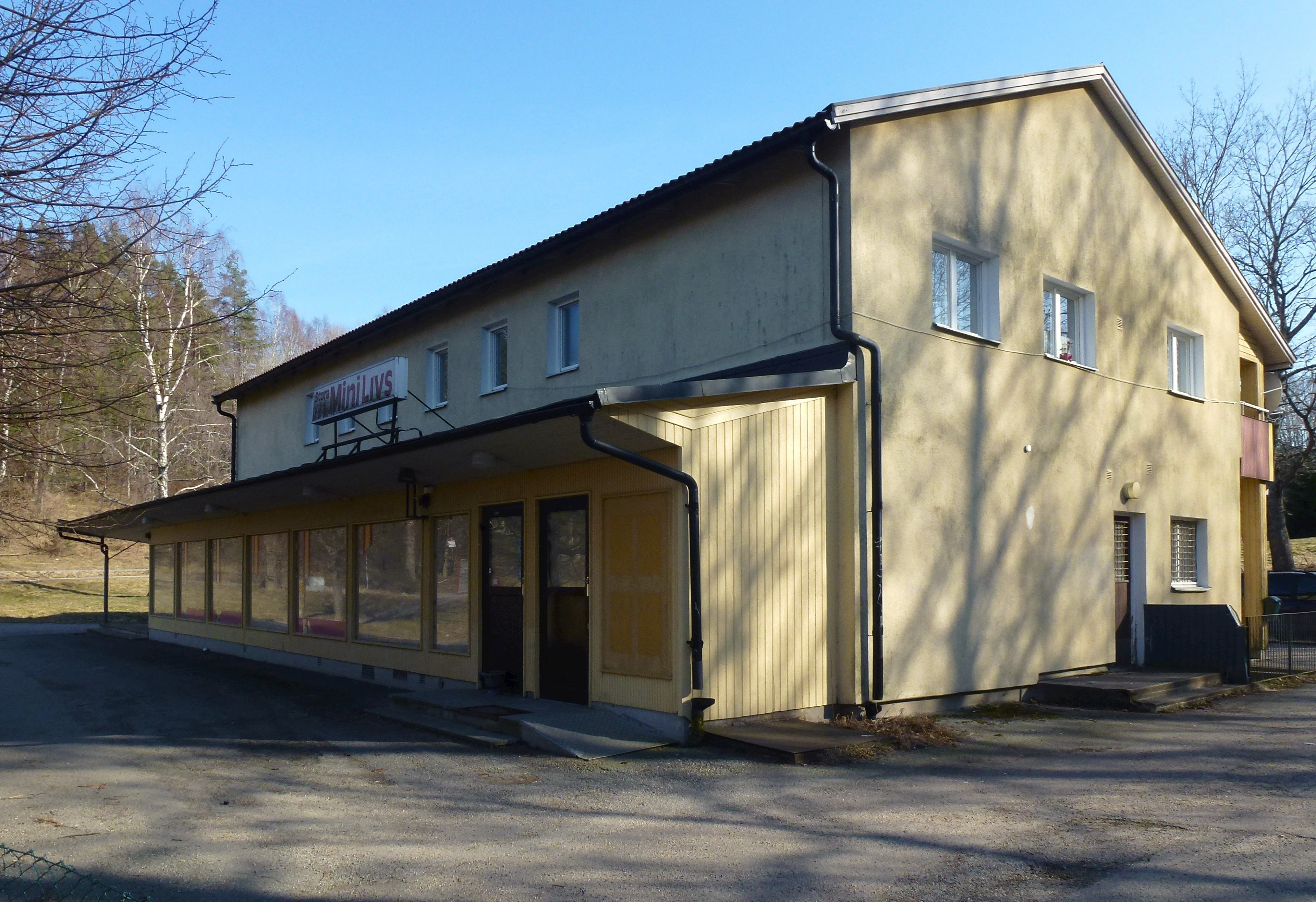
Centrumbyggnaden
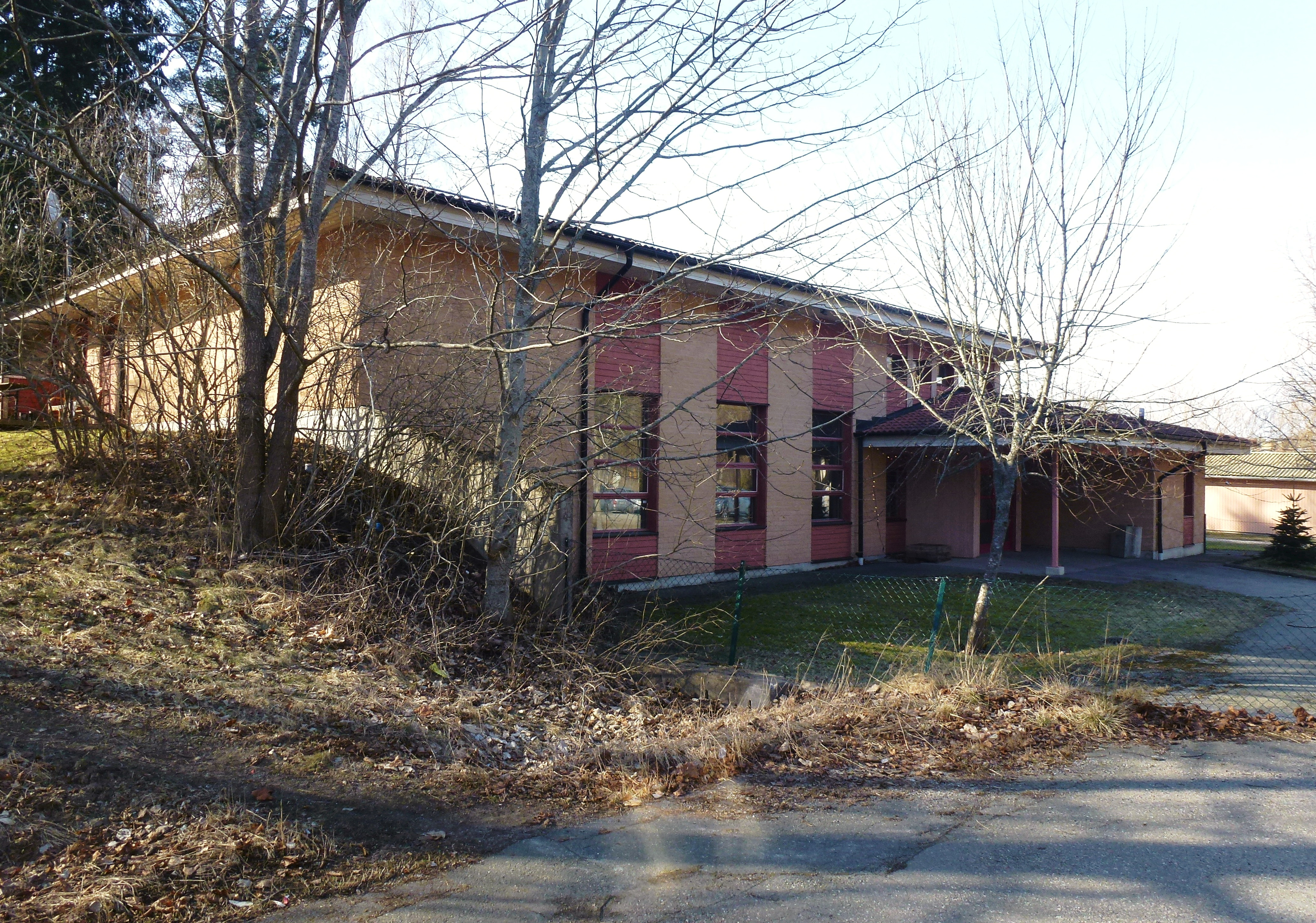
Stora Vika Folkets hus
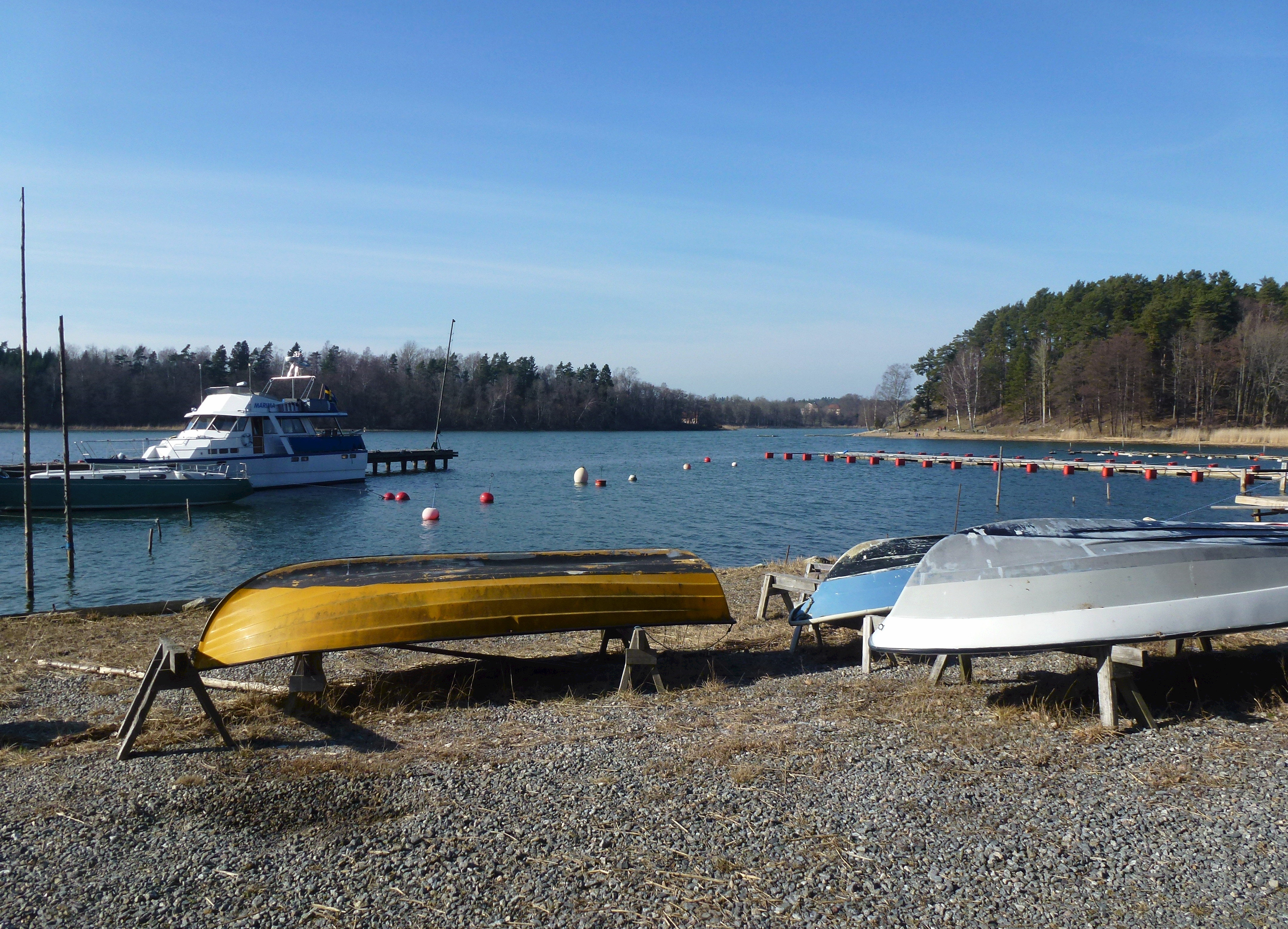
Stora Vika småbåtshamn